# Juan de Padilla y Manrique
Juan de Padilla y Manrique (¿? - 1563), adelantado mayor de Castilla, fue un noble español que vivió bajo los reinados de Carlos I y Felipe II. 

## Biografía
Hijo del adelantado mayor de Castilla, Antonio Manrique de Lara, y su esposa Luisa de Padilla Enríquez, contrajo matrimonio en 1547 con María de Acuña, VII condesa de Buendía. La familia Padilla tiene su origen en tierras burgalesas, ostentando esta rama del linaje los señoríos de villas como Santa Gadea del Cid, Coruña del Conde, Calatañazor en Soria, o el propio solar de origen del linaje, Padilla de Abajo, además de ejercer el cargo de adelantados mayores de Castilla. 
Tuvo cuatro hijos con su esposa, tres de los cuales fueron religiosos y no contrajeron matrimonio: 
- Antonio de Padilla (1557-1611): ingresó en la Compañía de Jesús en Valladolid el 8 de marzo de 1572 a los 18 años.[2]
- Casilda de Acuña (¿?-1618): tal y como narra Santa Teresa de Jesús en sus Fundaciones (Capítulos X y XI), a pesar de la oposición de su familia, acabó profesando como monja el 13 de enero de 1577, siendo trasladada como abadesa en 1581 al convento de la Purísima Concepción Calzada, fundado por su familia en su señorío de Santa Gadea del Cid (Burgos).
- Luisa de Padilla (¿?-Lerma 1614): profesó como monja franciscana pero se vio obligada a renunciar a sus votos y contraer matrimonio con su tío Martín de Padilla y Manrique como así nos lo describe el padre Luis de la Puente: «se quedó en el siglo acompañando à su madre con voto de perpetua castidad, fue necesario que la obligassen à pedir dispensación de el voto, por justas causas que se ofrecieron, para casarle, y perpetuar su sucessión». Sin embargo, a la muerte de este en 1602, profesa de nuevo como monja en las Carmelitas Descalzas de Talavera de la Reina el 23 de febrero de 1607 para, al año siguiente, ser promovida a la dignidad de priora en el monasterio fundado por su consuegro el duque de Lerma en esta villa burgalesa, donde falleció en 1614.
- María de Acuña: profesó como monja dominica en el convento de Santa Catalina de Sena de Valladolid.